# U.S. Pro Tennis Championships 1975
Lo U.S. Pro Tennis Championships 1975  è stato un torneo di tennis giocato sulla terra rossa. È stata la 48ª edizione del torneo, che fa parte del Commercial Union Assurance Grand Prix 1975. Il torneo si è giocato al Longwood Cricket Club di Boston negli USA, dal 19 al 25 agosto 1975.

## Campioni

### Singolare maschile
Björn Borg ha battuto in finale  Guillermo Vilas con il punteggio di 6–3; 6–4; 6–2.

### Doppio maschile
Brian Gottfried /  Raúl Ramírez hanno battuto in finale  John Andrews /  Mike Estep con il punteggio di 4–6; 6–3; 7–6.